# Riham Senani
Riham Senani, född 21 november 1993 är en algerisk långdistanslöpare.
2011 tävlade hon i juniorloppet för damer vid  Världsmästerskapen i terränglöpning 2011 som hölls i Punta Umbría, Spanien. Hon slutade på plats 48.
År 2017 tävlade hon i seniorloppet för kvinnor vid Världsmästerskapen i terränglöpning 2017 som hölls i Kampala, Uganda. Hon slutade på plats 84. År 2018 tävlade hon i seniorloppet för kvinnor vid Afrikanska mästerskapet i terränglöpning 2018 som hölls i Chlef, Algeriet.
År 2019 representerade hon Algeriet vid de inledande afrikanska strandspelen 2019 som hölls i Sal, Kap Verde och hon vann guldmedaljen i damernas halvmaraton.